# Ireneusz Grabowski
Ireneusz Krzysztof Grabowski (ur. 17 lipca 1967 w Wałczu) – polski fizyk, profesor nauk fizycznych; specjalizuje się w chemii kwantowej i fizyce teoretycznej; profesor zwyczajny i dyrektor Instytutu Fizyki Wydziału Fizyki, Astronomii i Informatyki Stosowanej Uniwersytetu Mikołaja Kopernika.

## Życiorys
W 1991 ukończył studia z fizyki na Uniwersytecie Mikołaja Kopernika w Toruniu, gdzie w 1990 został zatrudniony i zdobywał kolejne awanse akademickie. Stopień doktorski uzyskał w 1999 na podstawie pracy pt. Prawie liniowe metody sprzężonych klasterów dla stanów niezamkniętopowłokowych (promotorem był prof. Karol Jankowski). Staż podoktorski odbył na University of Florida w Gainesville (1999-2001).
Habilitował się w 2009 na podstawie oceny dorobku naukowego i publikacji Nowe funkcjonały i potencjały korelacyjno-wymienne w metodzie funkcjonałów gęstości. Pracuje jako profesor zwyczajny w Zakładzie Mechaniki Kwantowej Instytutu Fizyki UMK w Toruniu (od 2015 dyrektor Instytutu). Tytuł naukowy profesora nauk fizycznych został mu nadany w 2015.
Jego zainteresowania badawcze dotyczą m.in. takich zagadnień jak: teoria funkcjonału gęstości (DFT), korelacja elektronowa, teoria perturbacji wielu ciał, oddziaływania niekowalencyjne, metoda sprzężonych klasterów oraz metody numeryczne w chemii kwantowej i fizyce.
Swoje prace publikował m.in. w „Journal of Chemical Physics", „Molecular Physics", „Chemical Physics Letters" oraz w „Physical Review A".